# 垂水市立牛根小学校
垂水市立牛根小学校（たるみずしりつ うしねしょうがっこう）は、鹿児島県垂水市二川にある市立の小学校。垂水市の北部に位置する小学校である。

## 沿革
- 1879年（明治12年） - 牛根村立二川小学校が設立。
- 1914年（大正3年） - 桜島大爆発のため、一時閉校。
- 1947年（昭和22年） - 牛根村立牛根小学校と改称。